# Ionel Dănciulescu
Ionel Daniel Dănciulescu (Slatina, 6 dicembre 1976) è un allenatore di calcio ed ex calciatore rumeno, di ruolo attaccante.

## Palmarès

### Giocatore

#### Club
- Campionato rumeno: 4

Steaua Bucarest: 1997-1998, 2000-2001
Dinamo Bucarest: 2003-2004, 2006-2007
- Coppa di Romania: 4

Steaua Bucarest: 1998-1999
Dinamo Bucarest: 2002-2003, 2003-2004, 2011-2012
- Supercoppa di Romania: 3

Steaua Bucarest: 2001
Dinamo Bucarest: 2005, 2012

#### Individuale
- Capocannoniere del campionato rumeno: 2

2003-2004 (21 gol), 2007-2008 (21 gol)
- Calciatore rumeno dell'anno: 1

2004